# Arybbas (roi d'Épire)
Arybbas (en grec ancien Αρύββας / Arybbas), mort en 342 av. J.-C., est un roi d'Épire de la dynastie des Éacides. Fils d'Alcétas Ier, il est co-roi avec son frère Néoptolème Ier de 370 à vers 360 av. J.-C., puis il règne seul jusqu'en 342.

## Biographie
Après la mort d'Alcétas Ier, ses deux fils, Arrybas et Néoptolème décident de se partager le trône d'Épire, événement qui n'a encore jamais eu lieu dans l’histoire de ce pays selon Pausanias. Après la mort de son frère, Arymbas épouse sa nièce Troas et règne seul.
Il doit faire face pendant son règne à la montée en puissance de la Macédoine dirigée par Philippe II. L'alliance est scellée entre les Éacides et les Argéades par le mariage de Philippe II et d'Olympias, nièce du roi en 357 av J.-C. mais elle évolue rapidement vers un véritable protectorat macédonien. En 351 Arymbas doit en effet céder des territoires frontaliers entre l'Épire et la Macédoine et il perd semble-t-il une partie de sa souveraineté car il cesse d'émettre de la monnaie. Philippe emmène à Pella en otage Alexandre Ier, neveu d'Arymbas et frère d'Olympias dont il fait son ami dévoué. Vers 342, Philippe II détrône Arrybas et le remplace par Alexandre Ier.
Au cours de son second règne, durant la guerre lamiaque, il est probablement le roi évoqué par Diodore de Sicile au titre de ces « Molosses, soumis à Aryptée qui, feignant d'entrer dans la ligue, embrassa en traître le parti des Macédoniens ».

## Descendance
Arymbas épouse Andromache dont il a un fils :
- Alcétas II, né vers -360, décédé après -321, roi d'Épire.

Il épouse vers -357, sa nièce Troas, fille de son frère Néoptolème Ier, dont il a un fils :
- Éacide, né vers -355, décédé en -317, roi d'Épire, père de Pyrrhus[5].